# Polygala cordifolia
Polygala cordifolia är en jungfrulinsväxtart som beskrevs av Presl. Polygala cordifolia ingår i släktet jungfrulinssläktet, och familjen jungfrulinsväxter. Inga underarter finns listade i Catalogue of Life.